# Gilbert Morgan Smith
Gilbert Morgan Smith (Beloit, 6 de enero de 1885 - 11 de julio de 1959) fue un botánico y algólogo estadounidense.
Trabajó principalmente en algas. Conocido por sus libros, sobre todo el Freshwater Algae of the United States (Algas de los Estados Unidos),  Marine Algae of the Monterey Peninsula (Algas Marinas de la península de Monterey) y los dos volúmenes de Cryptogamic Botany.

## Biografía
Nació en 1885 de Elizabeth Mayher Smith y Erastus G. Smith en Beloit, Wisconsin, donde su padre era profesor de química en el  Beloit College. Sus padres nacieron en Massachusetts y educados allí, en Holyoke College y Amherst College respectivamente. Smith asistió Beloit College, donde se concentró en botánica y química, y se graduó en 1907. Fue profesor de ciencias en la escuela media en Stoughton (Wisconsin) en los próximos dos años, antes de comenzar estudios de posgrado en la Universidad de Wisconsin en 1909, donde comenzó a trabajar en el género de algas Oedogonium . Interrumpió sus estudios para enseñar un año en Pomona College de 1910 a 1911. En 1913 completó su doctorado y también se casó con Helen Pfuderer. Permaneció en el Departamento de Botánica de Wisconsin, donde continuó trabajando en las algas, especialmente Desmidiales, llegando a la posición de profesor asociado. Fue invitado a la Universidad de Stanford de 1923 hasta 1924, y en 1925 se convirtió en profesor de Botánica allí. En 1950 se convirtió en emérito Profesor, y permaneció científicamente activo hasta su muerte en 1959.

## Otras publicaciones
- 2007. A Textbook of General Botany. Ed. Read Books, 508 p. ISBN 1406773158, ISBN 9781406773156
- 1924. Desmidiaceae. Bull. of the University of Wisconsin. 227 p.
- 1920. Phytoplankton of the Inland Lakes of Wisconsin: Myxophyceae, Phaeophyceae, Heterokonteae, and Chlorophyceae exclusive of the Desmidiaceae. Bull. (Wisconsin Geological and Natural History Survey)
- 1918. A Second List of Algae Found in Wisconsin Lakes. Trans. of the Wisconsin Academy of Sciences, Arts and Letters 19. Reimpreso, 4 p.

## Honores
- Medalla Gilbert M. Smith

## Eponimia
Varias especies y géneros de algas han sido nombrados en su honor:
- Gilbertsmithia M.O.P.Iyengar
- Smithiella Dunn
- Smithimastix Skvortsov
- Smithora Hollenb.
- Hymenena smithii Kylin
- Gymnogongrus smithii Taylor
- Pseudostaurastrum smithii Bourr.
- Chlamydomonas smithiana Pascher
- Dactylococcopsis smithii Chodat & F.Chodat
- Tetradesmus smithii Prescott
- Debarya smithii Transeau
- Gloeochloris smithiana Pascher
- Polysiphonia flaccidissima var. smithii Hollenb.